# Пластохинон
Пластохинон — хинон, вовлечённый в цепь переноса электронов световой фазы фотосинтеза. Во время этой фазы пластохинон восстанавливается (принимает два протона (H+) из стромы хлоропласта, и два электрона (e-) из фотосистемы II), формируя пластохинол. Он транспортирует протоны в полость дисков тилакоида, в то время как электроны передаются по электрон-транспортной цепи к белковому комплексу цитохром b6f.
Приставка пласто- означает пластид или хлоропласт, подразумевая его локализацию в клетке.
Структурно пластохинон представляет собой 2,3-диметил-1,4-бензохинон — молекулу с боковой цепью из девяти изопреновых единиц.

## Производные вещества
Некоторые производные вещества были разработаны с целью проникать сквозь клеточную мембрану, например (SkQ1 (пластохинонил-децил-трифенилфосфоний), SkQR1 (родамин-содержащий аналог SkQ1); SkQ3) имеет представляет собой антиоксидант и протонофор.
SkQ1 был предложен в качестве омолаживающего средства, способного приостанавливать программу старения.
В России SkQ1 проходит клинические испытания как лекарство от глаукомы. В США клинические испытания SkQ1 завершились в июле 2014 года.